# Ока (автомобіль)
ВАЗ-1111 «Ока» (СЕАЗ «Ока», англ. VAZ-1111 „Oka” (ВАЗ,SEAZ ”КамАЗ”)) — радянський і російський мікролітражний легковий автомобіль першої групи особливо малого класу (міський автомобіль), розроблений на Волзькому автомобільному заводі. Випускали на ВАЗі, СеАЗі та КамАЗі в 1988—2008 рр.

## Історія створення

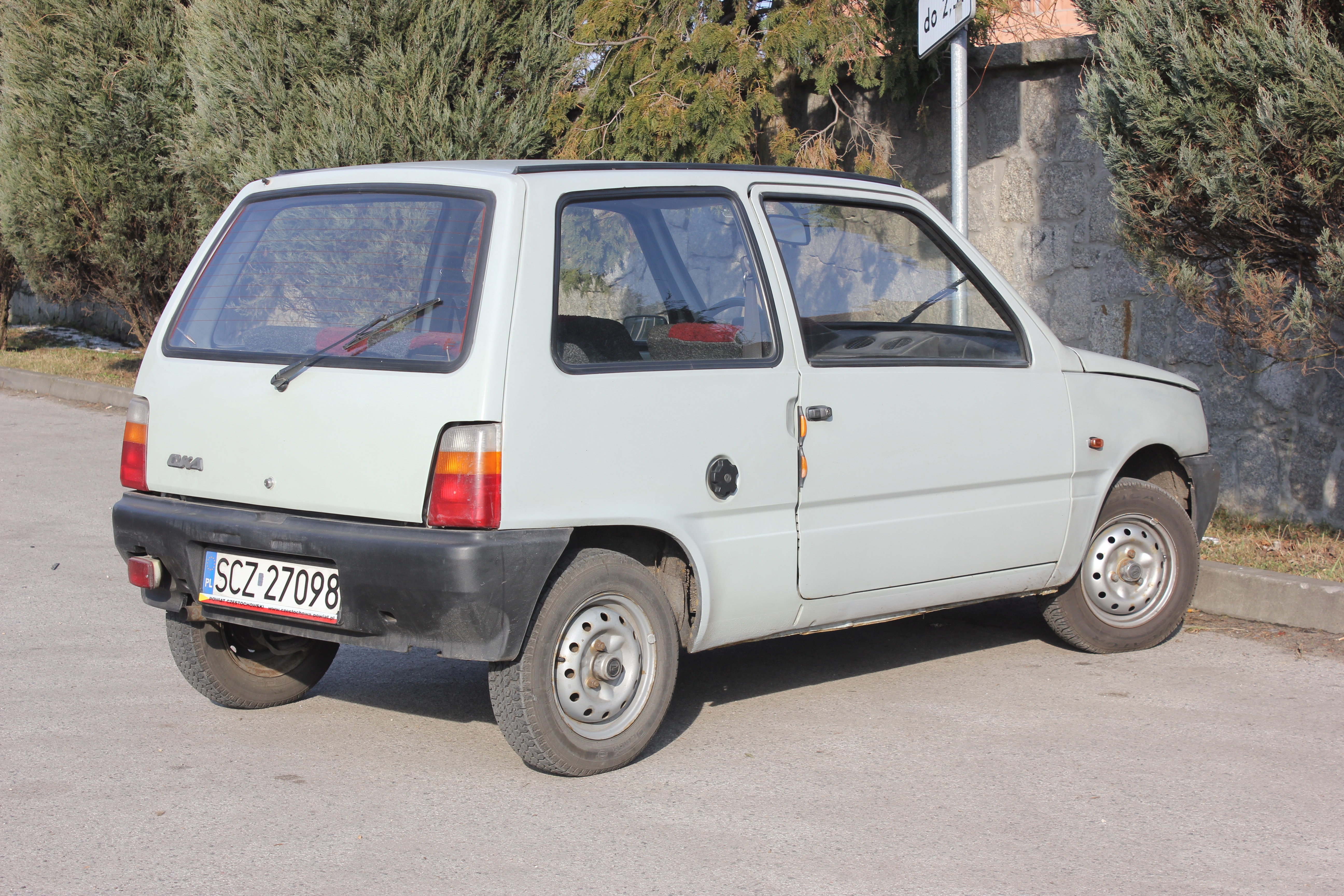

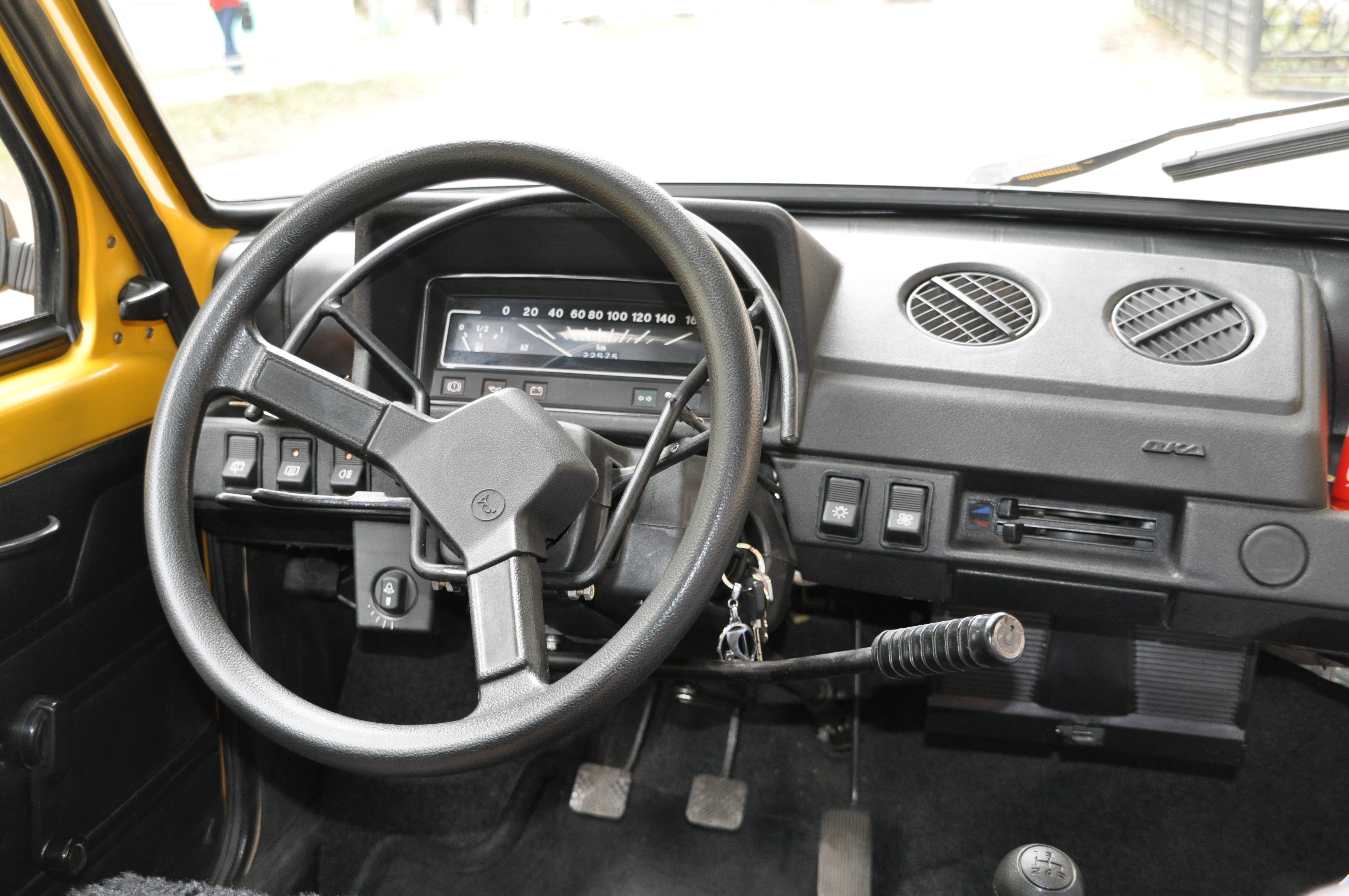
Салон

Автомобіль «Ока» почали розробляти наприкінці 1970-х років на Серпухівському автомобільному заводі (СеАЗ) для заміни морально застарілої мотоколяски СМЗ С-3Д. Потім розробку передали на АвтоВАЗ, де проект з мотоколяски перетворився на повноцінний, хоч і маленький, автомобіль.
Прототипом «Оки» вважається японський мікроавтомобіль Daihatsu Cuore зразка 1980 року, але крім основних елементів дизайну кузова і низки технічних рішень конструкція «Оки» фактично було розроблено наново (особливо силовий агрегат і ходова частина).
Спочатку «Оку», як і Daihatsu Cuore, передбачалося оснащувати оригінальним 3-циліндровим двигуном, але через його неготовність до моменту початку виробництва автомобіля був застосований 2-циліндровий двигун, фактично являв собою оснащену двома балансувальним валами і противагами на маховику і шківі «половинку» 1,3-літрового двигуна ВАЗ-2108. Принципово новий 3-циліндровий двигун був готовий до початку 90-х, але криза в галузі завадила його впровадженню.
Серійне виробництво «Оки» почалося в 1988 році.

## Історія виробництва

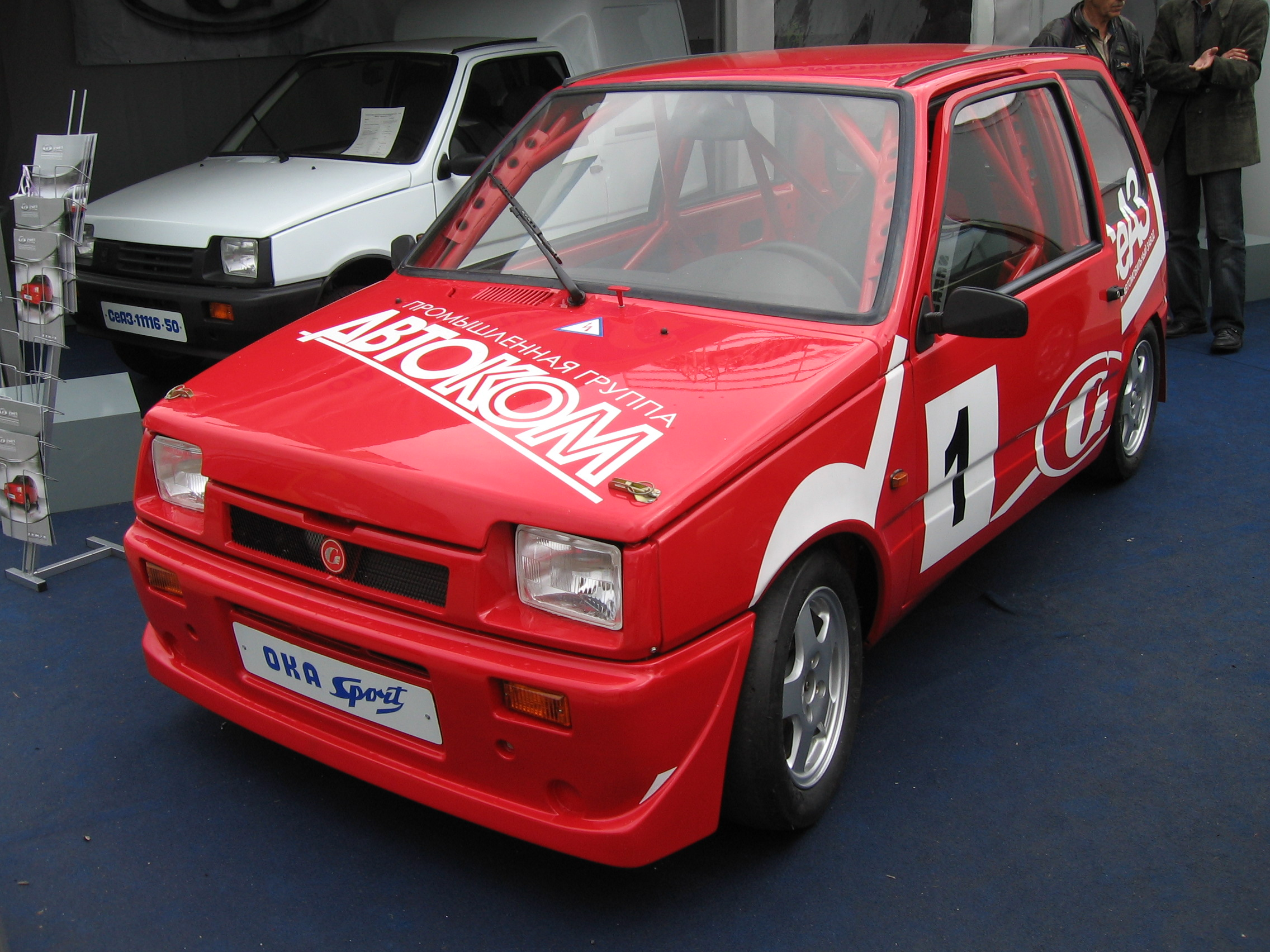
Ока спорт

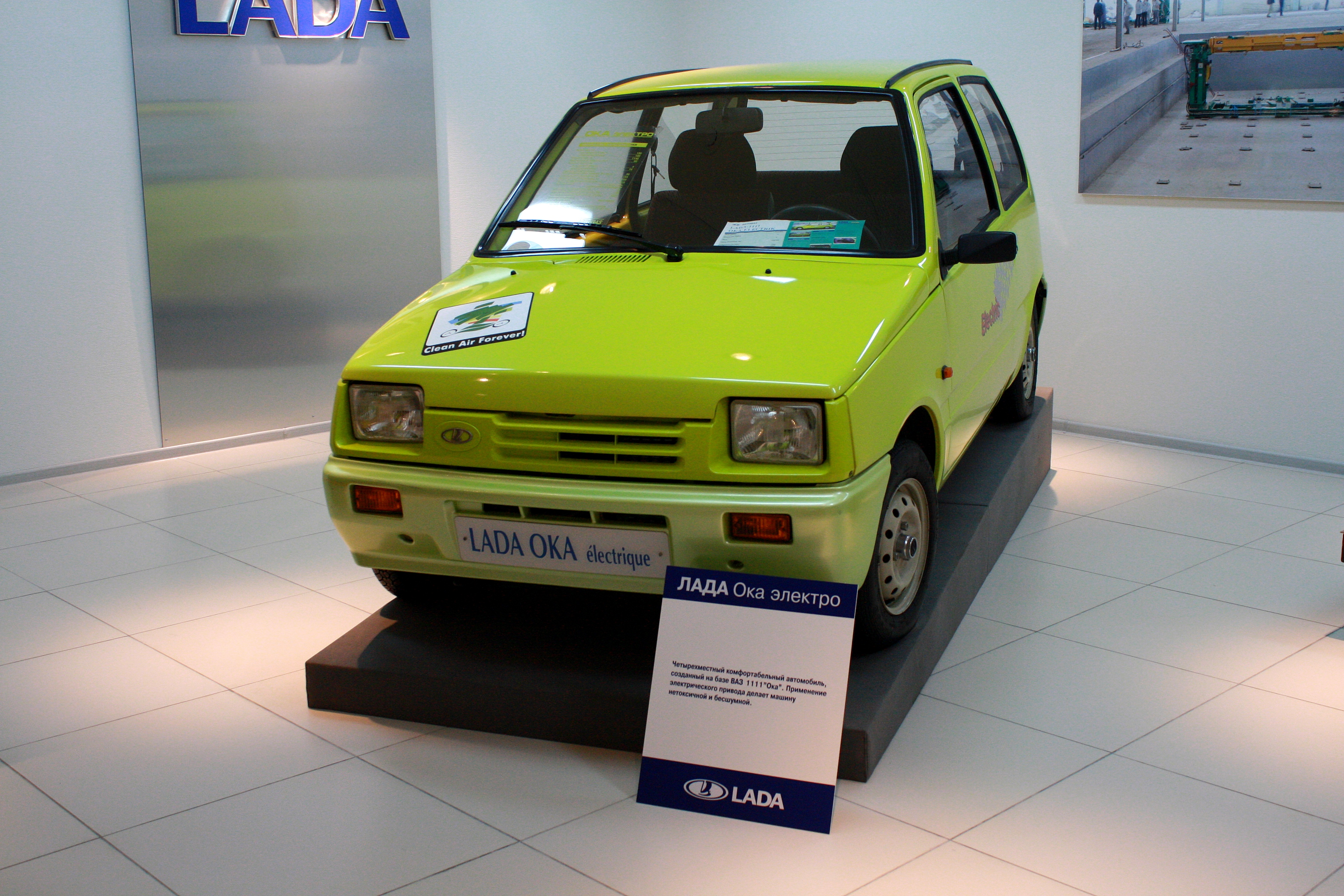
Ока електро

Спочатку автомобіль випускався на Волзькому автомобільному заводі, тому позначається ВАЗ-1111 (надалі ВАЗ-11113). Пізніше виробництво «Оки» було також передано в Серпухов на СеАЗ і в Набережні Челни на ЗМА (легковий підрозділ КамАЗу). На ВАЗі виробництво «Оки» було зупинено у 1995 році через низьку рентабельність випуску дешевої мікролітражки на основних потужностях ВАЗа. Приблизно в той же час був розроблений 0,75-літровий 2-циліндровий 33-сильний двигун замість 0,65-літрового 29,7-сильного. Новий 33-сильний двигун ВАЗ-11113 також являв собою «половинку» більш потужного і тяговитого 1,5-літрового двигуна ВАЗ-21083.
В кінці 1998 року, після дефолту та- різкої девальвації рубля, мікроавтомобіль «Ока» виявився одним з найдешевших у світі засобів пересування, що різко прискорив його популярність на внутрішньому і зовнішньому ринках. До 2005 року ЗМА і СеАЗ постійно нарощували виробництво єдиної у Росії моделі сегменту А, але надалі попит на морально застарілу «Оку» став падати через ревальвацію рубля і припливу сучасніших іномарок (перш за все китайських). Крім того, АвтоВАЗ згорнув виробництво двигуна для «Оки», вважаючи нерентабельним його подальшу адаптацію під норми Євро-2, що вводяться в країні з 2006 року, що вимагало заміни дешевого карбюратора на дорогу систему уприскування і застосування каталітичного нейтралізатора в системі випуску.

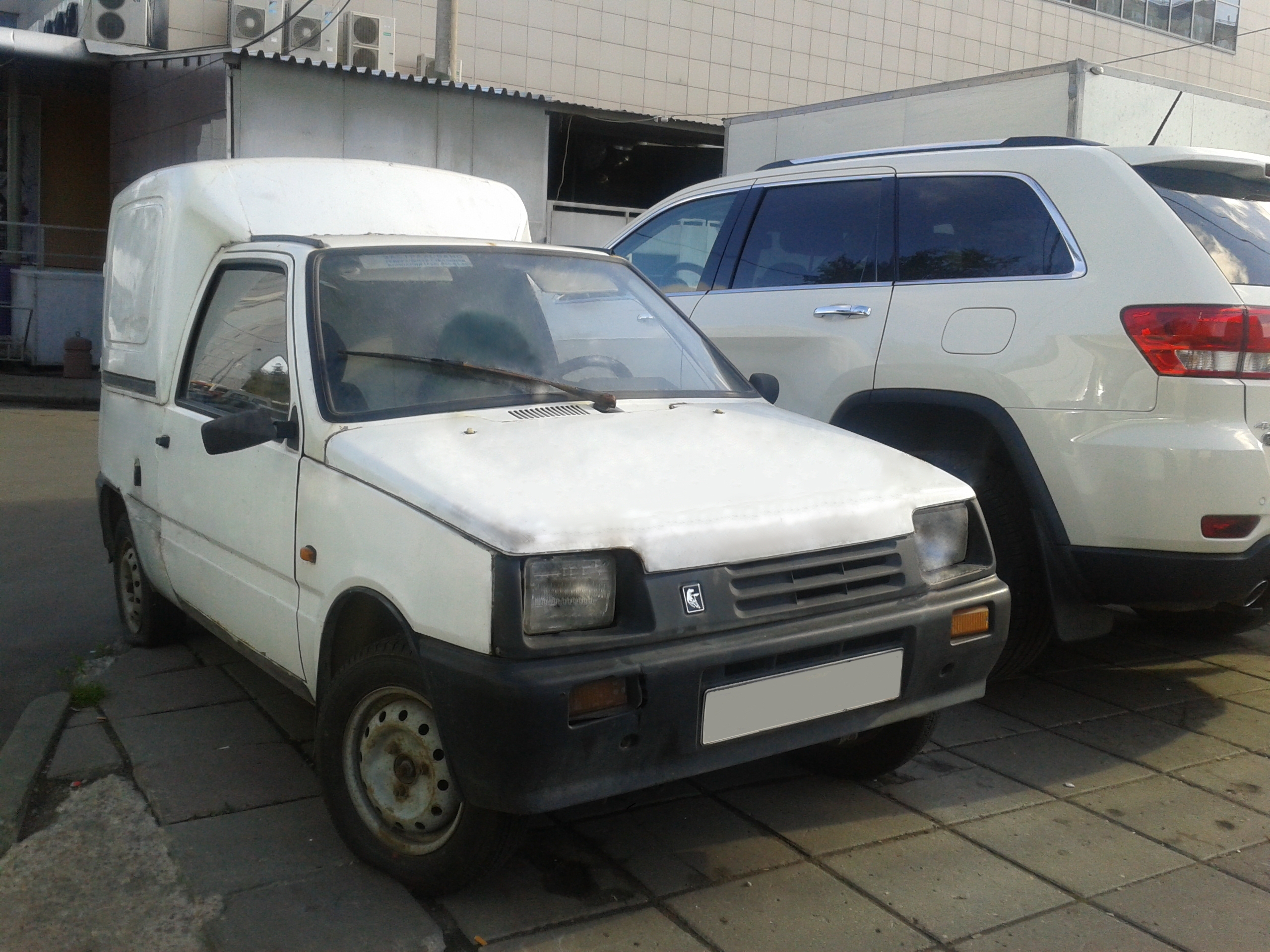
СеАЗ-11116-50 у кузові пікап.

У 2006 році виробництво «Оки» на ЗМА було припинено після купівлі даного підприємства компанією «Северсталь-авто» (нині[коли?] Sollers). СеАЗ, єдиний виробник «Оки», що залишився, 2006-го року розпочав виробництво її модифікації СеАЗ-11116 з імпортним китайським 3-циліндровим 1,0-літровим інжекторним двигуном (ліцензійний двигун від Daihatsu Charade G10), а в 2007 році зроблена спроба випуску (виготовлена тільки дослідно-промислова партія) пікапів підродини СеАЗ-11116-50, а також розроблена посилена версія пікапа СеАЗ-11116-60 напіврамної конструкції, вантажопідйомністю 400 кг. Незабаром після цього СеАЗ припинив виробництво автомобілів з російським двигуном, повністю перейшовши на китайський агрегат.
За довгі роки випуску «Ока» регулярно піддавалася модернізації: неодноразово змінювалася панель приладів, система опалення та вентиляції кузова, а також деякі кузовні деталі, перш за все пластиковий обвіс, включаючи решітку радіатора і бампери. Почали застосовуватися колеса збільшеної розмірності (13 дюймів замість 12). Встановлюваний на СеАЗ-11116 китайський 3-циліндровий двигун розвиває в півтора рази більшу потужність (53 к.с. проти 35 к.с.) при істотно меншій шумності і вібраціях, що разом з 5-ступінчастою КПП поліпшило динаміку розгону, підвищило максимальну швидкість, а також забезпечило виконання екологічних норм Євро-2, а з січня 2008 року — Євро-3.
У листопаді 2008 року СеАЗ зупинив випуск «Оки» через її нерентабельність. До кінця року були розпродані залишки товарних автомобілів, а з березня 2009 р. СеАЗ перебуває в стані консервації і розпродає зайве обладнання, але при цьому підтримує ряд життєво важливих цехів, наприклад, гальваніки, в робочому стані..

## Двигуни
| Модель    | Назва двигуна | Система живлення | Об'єм   | Клапани/ГРМ | Потужність при об/хв  | Крутний момент при об/хв | Роки випуску |
| --------- | ------------- | ---------------- | ------- | ----------- | --------------------- | ------------------------ | ------------ |
| Бензинові |               |                  |         |             |                       |                          |              |
| 0,7       | ВАЗ-1111      | карбюратор       | 644 см³ | 4/OHC       | 29 к.с. (21 кВт)/5100 | ?                        | 1988-1996    |
| 0,8       | ВАЗ-11113     | карбюратор       | 749 см³ | 4/OHC       | 33 к.с. (24 кВт)/5600 | 50 Нм/3200               | 1996-2007    |
| 1,0       | FAW TJ376QEI  | інжектор         | 993 см³ | 6/OHC       | 53 к.с. (39 кВт)/6000 | 77 Нм/3000               | 2007-2008    |

## Модифікації «Оки»
- ВАЗ-1111 — базова модель з 2-циліндровим карбюраторним двигуном ВАЗ-1111 об'ємом 0,65 літра. Випускалася в 1988—1996 рр. на ВАЗі і СеАЗі («Ока»), КамАЗі («Кама»);

- СеАЗ-1111-01 — соціальна версія на базі ВАЗ-1111 для інвалідів без обох ніг;

- СеАЗ-1111-02 — соціальна версія на базі ВАЗ-1111 для інвалідів без однієї ноги;

- СеАЗ-1111-03 — соціальна версія на базі ВАЗ-1111 для інвалідів без однієї ноги і однієї руки;

- ВАЗ-11113 (LADA OKA) — модифікація з 2-циліндровим карбюраторним двигуном ВАЗ-11113 об'ємом 0,75 літра. Випускалася в 1996—2007 рр. У 2000 році на виставці «Автоекзотика-2000» демонструвалася версія з 2-дверним кузовом седан з окремим виступаючим багажником об'ємом 200 л;

- СеАЗ-11113-01 — соціальна версія на базі ВАЗ-11113 для інвалідів без обох ніг. У 2000 році на базі даної модифікації був показаний дослідний зразок «Ока Престиж» з м'яким тентом в лівій частині даху і поворотним водійським кріслом;

- СеАЗ-11113-02 — соціальна версія на базі ВАЗ-11113 для інвалідів без однієї ноги;

- СеАЗ-11113-03 — соціальна версія на базі ВАЗ-11113 для інвалідів без однієї ноги і однієї руки;

- СеАЗ-11116 — модифікація з китайським 3-циліндровим двигуном інжекторним TJ FAW об'ємом 1,0 літр, що випускалася в 2007—2008 рр. на СеАЗі;

- СеАЗ-11116-01 — соціальна версія на базі СЕАЗ-11116 для інвалідів без обох ніг;

- СеАЗ-11116-02 — соціальна версія на базі СЕАЗ-11116 для інвалідів без однієї ноги;

- СеАЗ «Ока Юніор» — дрібносерійна спортивна версія «Оки» для початківців автогонщиків. Оснащувалася захисними дугами, спортивним кермом і сидіннями з чотирьохточковими ременями безпеки;

- СеАЗ «Спорт» — псевдогоночна версія «Оки» з дугами безпеки, сидіннями Sparco з чотирьохточковими ременем безпеки, кріпленням капота типу «спорт» і відключенням «маси» з салону;

- «Ока-Астро-1130» — дрібносерійне версія «Оки» випускалася в 2002—2006 рр. челнінской малою фірмою «Астро-кар» (пізніше «Камський автоскладальний завод») і оснащувалася українським карбюраторним двигуном МЕМЗ об'ємом 1,1 літра рівня Євро-0. Відрізнялася подовженою колісною базою (версія 11301) і розширеною колією передніх коліс. Запасне колесо було перенесено в багажник. Дана конструкція виявилася занадто «сирою» через застосування ряду «кустарних» деталей;

- «Астро-113011» — тюнінгова версія «Оки» випускалася в 2006—2007 рр. в Набережних Челнах за індивідуальними замовленнями малою фірмою «Камський автоскладальний завод» на базі серпуховских кузовів і оснащувалася українським інжекторним двигуном МЕМЗ об'ємом 1,1 літра рівня Євро-2. Відрізнялася тільки розширеною колією передніх коліс;

- ВАЗ-17013 «Тойма» — дрібносерійне комерційна модель на базі камської «Оки». Оснащувалася кузовом типу фургон зі збільшеним заднім звісом і пластиковою надбудовою, що збільшує корисний об'єм вантажного відсіку до 1,5 м³. Вантажопідйомність — до 250 кг (без пасажира). «Тойма» випускалася челнінскою малою фірмою «Астро-кар» (пізніше «Камський автоскладальний завод») малими партіями у 2000—2007 рр. Крім базової розвізної моделі «Тойма» існували такі спеціалізовані версії: «міліція», «швидка допомога» і «соціальна», з заскленою надбудовою і різної плануванням салонів, проте, за межі дослідно-серійних зразків вони не вийшли;

- ВАЗ-1301 «Гном» — дослідний зразок пікапа на базі камської «Оки». Конструкція шасі піврамна. Вантажопідйомність — до 350 кг (без пасажира). Серійно не виготовлялася;

- СеАЗ-11116-010-50 «Ока Фургон» і СеАЗ-11116-011-50 «Ока Пікап» — комерційні модифікації «Оки» на базі СеАЗ-11116 з кузовами типу фургон (з пластиковою надбудовою) і пікап (без надбудови). У 2007 році на СеАЗі була виготовлена єдина дослідно-промислова партія з 50 таких автомобілів.

- СеАЗ-11116-010-52 «Ока Універсал» — комерційна модифікація «Оки» з кузовом типу фургонет (кузов хетчбек з незаскленими боковинами і вантажним відсіком замість задньої частини пасажирського салону). У 2007 році було вироблено кілька досліних зразків.

- СеАЗ-11116-60 «Ока Пікап з підвищеною вантажопідйомністю» — комерційна модифікація «Оки» з кузовом типу пікап з окремою бортовою платформою. У 2007 році було вироблено кілька дослідних зразків.